# Weeds – Kleine Deals unter Nachbarn
Weeds – Kleine Deals unter Nachbarn ist eine mit dem Golden Globe ausgezeichnete US-amerikanische Dramedy-Serie, von der zwischen dem 8. August 2005 und dem 16. September 2012 auf dem Kabelsender Showtime acht Staffeln mit 102 Episoden ausgestrahlt wurde. Alle Staffeln der Serie sind von der FSK ab 16 Jahren freigegeben.

## Handlung

### Staffel 1
Die Serie spielt bis zur dritten Staffel in einem fiktiven kalifornischen Vorort namens Agrestic. Es ist der Wohnort von Nancy Botwin, einer Hausfrau und Mutter. Sie hat kurz vor Beginn der ersten Staffel ihren Ehemann verloren. Er war mit ihrem Sohn, Shane, joggen und erlitt einen Herzinfarkt. Nancys Kinder, Shane und Silas, besuchen beide die öffentliche Schule in Agrestic.
Nach dem Tod ihres Mannes beginnt Nancy mit Marihuana zu dealen, um ihren Lebensstandard halten zu können. Sie bezieht ihr Marihuana von Heylia James, einer Afroamerikanerin und einem großen Tier im Drogengeschäft. Ihr Neffe Conrad und Nancy freunden sich schnell an.
Nancy sieht sich bald in der Klemme, da sie ausschließlich Bargeld besitzt. Ihr Steuerberater, den sie mit Drogen bedient, rät ihr zu einer Scheinfirma, um das Bargeld zu waschen und auf ihr Konto zu überweisen. Nancy nimmt diesen Plan auf und eröffnet eine eigene Bäckerei. Gleichzeitig beginnt ihr Sohn Silas mit der gehörlosen Megan auszugehen, während ihr jüngerer Sohn, Shane, regelmäßig Ärger in der Schule macht und noch nicht mit dem Vaterverlust zurechtkommt. Dies hat zur Folge, dass Shane in der Schule den Spitznamen seltsamer Botwin bekommt.
Nancy muss ihre Drogengeschäfte auch vor ihren Nachbarn geheim halten, vor allem vor Celia Hodes, einer leicht depressiven Hausfrau, deren Ehemann sie betrügt und deren Töchter sie hassen. Ihre 15-jährige Tochter Quinn ist bis zur Pilotfolge der Serie mit Nancys Sohn Silas liiert und schläft in der ersten Folge auch mit ihm. Celia schickt Quinn auf ein Internat in Mexiko, wodurch die Beziehung zu Silas beendet wird. Celias zweite Tochter, die elfjährige Isabelle, ist übergewichtig und spielt im Handlungsverlauf schnell mit dem Gedanken, lesbisch zu sein. Gegen Ende der ersten Staffel wird bei Celia Brustkrebs diagnostiziert. Vor ihrer Operation, bei der ihr die Brüste abgenommen werden sollen, schläft sie mit Conrad, den sie für einen Handwerker hält, der Nancy beim Einrichten ihrer Bäckerei hilft.
Gegen Mitte der ersten Staffel erscheint Nancys Schwager Andy auf der Bildfläche. Er nistet sich in Nancys Haus ein und kommt schnell hinter ihr Drogendealergeheimnis. Als er zum Militärdienst eingezogen werden soll, sieht er sich in einer Zwickmühle. Er beschließt, Rabbi zu werden, und meldet sich zum Rabbinerseminar.
Nancy expandiert durch Vergrößerung ihres Verkaufsbereichs bis hin zu einem nahegelegenen College und verdient viel Geld. Ihr Sohn Shane beißt bei einem Karateturnier seinem Gegner in den Fuß; so lernt sie den Vater des Jungen, Peter Scottson kennen. Die beiden beginnen sich näherzukommen und schlafen am Ende der Staffel miteinander. In der letzten Szene (im Film: am darauffolgenden Morgen) stellt Nancy fest, dass Peter ein Drogenfahnder ist.

### Staffel 2
Die zweite Staffel schließt genau am Ende der ersten Staffel an, als Nancy herausfindet, dass ihr Liebhaber ein Drogenfahnder ist. Sie ist überrascht und entsetzt und versucht ihm aus dem Weg zu gehen. Sie baut mit Conrad hinter dem Rücken seiner Tante ihr eigenes Geschäft auf.
Sie schließt noch mehr Leute in ihr Geschäft ein; Andy, Doug und Sanjay, einen indischen Studenten vom College. Im Laufe der Staffel gesteht Nancys Liebhaber, Peter Scottson, dass er von ihrer Drogendealerei weiß und alles in seiner Macht stehende tun würde, um sie zu beschützen. So kommt es zum Beispiel in dem Viertel, in dem Nancy mit Conrad eine Drogenfarm aufgebaut hat, zu einer Razzia, von der nur Nancy verschont bleibt. Sie kann so unentdeckt weiterdealen. Peter bittet Nancy immer wieder, ihm zu vertrauen, und schließlich heiraten die beiden heimlich, damit er vor Gericht nicht gegen sie aussagen müsste.
Celia besiegt währenddessen den Krebs und kandidiert für ein Amt im Stadtrat. Sie macht dort Doug seinen Platz streitig und will für ein sauberes, drogenfreies Agrestic sorgen. Doug und Celia beginnen eine Affäre.
Silas’ und Megans Beziehung wird auseinandergerissen, als Megan plant, nach Princeton zu gehen. Silas ist so versessen darauf, mit ihr zusammenzubleiben, dass er sogar Kondome manipuliert und dadurch Megan schwängert. Dies führt jedoch zu einer Auseinandersetzung mit Megans Eltern, die sie zu einer Abtreibung drängen und die Beziehung unterbinden.
Andy versucht, mit einer sexuell attraktiven Lehrerin des Rabbinerseminars eine Beziehung einzugehen. Die Dame ist jedoch sehr dominant und benutzt unter anderem einen Umschnalldildo an Andy. Als es in der Drogenfarm zu einem Unfall kommt, bei dem ein Hund Andy zwei Zehen abbeißt, sieht er die Rettung vor dem Militär und beschließt, das Rabbiamt doch nicht anzutreten.
Im Laufe der Staffel beginnen die Kinder, von Nancys Geschäft Wind zu bekommen. Dazu erscheint noch Andys Ex-Freundin Kat, eine durchgedrehte Frau, die am Ende der Staffel mit Shane nach Pittsburgh fahren will. Die Beziehung zwischen Nancy und Peter verschlechtert sich, als er sie dazu drängen will, aus dem Drogengeschäft auszusteigen. Peter hört mit, dass Nancy ihn verlassen will und fordert den Erlös aus einem abschließenden Verkauf der letzten Ernte. Heylia lässt Peter ermorden.
Der Abnehmer, U-Turn, fordert die gesamte Ernte, während die Killer Peters auf ihre Bezahlung warten. Um sich selbst ins Geschäft zu bringen, stiehlt Silas am Ende der Staffel seiner Mutter das überragende (sogenannte) MILF-Gras, eine Spezialmischung von Conrad, die sich ungemein gut verkauft und versteckt es im Auto. Silas wird von Celia mit der Polizei konfrontiert, da er ihre Anti-Drogen-Schilder und Überwachungskameras gestohlen hat.
Die Staffel endet damit, dass Nancy von den Drogendealern und Killern mit Waffen bedroht wird.

### Staffel 3
Nach Silas’ Verhaftung fährt Celia sein Auto heim und entdeckt das darin versteckte Gras, das sie vernichtet. U-Turn bezahlt die Killer Peters und macht dadurch Nancy von ihm abhängig. Da das Gras nicht mehr verkauft werden kann, muss Nancy ihre Schulden bei U-Turn abarbeiten.
Silas beginnt, Gras zu verkaufen und freundet sich mit der fundamentalistischen Christin Tara an, die ebenfalls ins Geschäft einsteigt. Shane und Isabelle, die Tochter Celias, freunden sich an, da sie beide Außenseiter in der Schule sind.
Es kommt zu einem von Heylia und Conrad angezettelten Bandenkrieg zwischen U-Turns Gruppe und Mexikanern.
U-Turn erleidet beim Joggen einen Herzinfarkt und wird von seinem Gangmitglied Marvin erdrosselt, woraufhin letzterer die Führung übernimmt. Nancy und Marvin treffen sich mit dem Anführer der mexikanischen Gang, Guillermo, um den Bandenkrieg zu beenden. Dabei schafft es Nancy geschickt, von ihren Schulden befreit zu werden.
Die Nachbargemeinde Majestic will Agrestic übernehmen, was Doug, der inzwischen wieder im korrupten Gemeinderat von Agrestic sitzt, durch Sabotageakte verhindern will, damit seine Unterschlagungen nicht aufgedeckt werden. Celias Mann Dean hat einen Motorradunfall und wird zum Pflegefall, was Celia von ihm noch weiter entfremdet, während deren Tochter Isabelle ihren Vater unterstützt.
Silas arbeitet mit Conrad bei der Marihuana-Zucht zusammen; Andy kommt über ein Mädchen in Kontakt mit einer Bikergang, die ihn dazu nötigt, deren Gras zu verkaufen. Da es aber von minderer Qualität ist, finden sich keine Abnehmer. Nancy will die Verbindung zu der Gang abbrechen, was dazu führt, dass Silas zusammengeschlagen wird. Sie sucht Schutz bei Guillermo, dem Anführer der mexikanischen Drogenbande. Guillermo lässt die Drogenplantage der Biker niederbrennen, was eine Feuersbrunst in ganz Agrestic zur Folge hat. Nancy legt Feuer in ihrem Haus, um alle Spuren des Drogenhandels zu vernichten und die Brücken hinter sich abzubrechen.
Die Staffel endet mit der Evakuierung der Bewohner von Agrestic, wobei die Polizei Nancys Gewächshaus entdeckt.

### Staffel 4
Nancy flüchtet mit ihrer Familie nach Süden in den fiktiven Ort Ren Mar, direkt an der Grenze zu Mexiko. Dort finden alle im Haus von Andys Vater Unterschlupf. Nancy wird von Guillermo im Grenzschmuggel unterwiesen, während sich Andy und Doug, der ebenfalls geflohen ist, als Schlepper versuchen.
Da alle gegen Celia ausgesagt haben, kommt sie ins Gefängnis. Dean zieht mit Tochter Isabelle nach Detroit. Nach einiger Zeit überzeugt Celia die Polizei, dass eigentlich Nancy und Guillermo hinter dem Drogengeschäft stecken und wird mit der Auflage freigelassen, Beweise zu liefern. Sie kommt nach Ren Mar und beobachtet ein Treffen zwischen Nancy und Guillermo, wird dabei ertappt, kurz vor ihrer Ermordung aber von Nancy gerettet. Sie arbeitet von nun an als Verkäuferin mit Nancy zusammen in einem Tarngeschäft der Drogenbande. Dabei entdecken sie in einem Hinterzimmer einen Verbindungstunnel nach Mexiko.
Nancy ist der Job als Verkäuferin zu langweilig und sie will wieder in den Drogenhandel einsteigen, Guillermo verweigert ihr jedoch Gras. Darauf fährt Nancy nach Tijuana, der Stadt jenseits der Grenze, um Esteban, den Chef der Drogenbande, persönlich zu treffen. Dieser entpuppt sich zugleich als der örtliche Bürgermeister, der von Nancys Forschheit und sexueller Ausstrahlung angezogen ist, und gestattet ihr den Drogenverkauf. Die beiden gehen eine Beziehung ein.
Nancy findet heraus, dass der Tunnel nicht nur für Marihuana, sondern auch für harte Drogen, Waffen und Menschenhandel verwendet wird. Darüber geschockt informiert sie den DEA-Agenten Till unter der Auflage, dass sie straffrei bleibt. Bei der folgenden Razzia wird unter anderem Guillermo verhaftet.
Esteban erfährt, dass Nancy den Tunnel an die Polizei verraten hat und will sie töten lassen. Nur die Tatsache, dass Nancy von Esteban schwanger ist, rettet sie vor dem Tod.

### Staffel 5
Nachdem Esteban erfährt, dass Nancy schwanger ist, lässt er sie am Leben. Jedoch wird Nancy nun von Estebans Leibwächtern bewacht und muss sich untersuchen lassen, ob das Baby tatsächlich Estebans Sohn ist. Um Shane in Sicherheit zu bringen, schickt Nancy ihn und Andy zu ihrer Schwester Jill Price-Grey (gespielt von Jennifer Jason Leigh) in den Norden Kaliforniens. Später in der Folge werden Shane und Andy von Jill zurückgebracht, da Shane Fotos von Jill und Andy beim Sex gemacht hat.
Währenddessen macht sich Silas Gedanken darüber, ein legales medizinisches Marihuanageschäft zu gründen, welches Nancy fördert. Der Leibwächter Estebans verschwindet plötzlich; daraufhin gerät Nancy in Panik, da sie den Verdacht hat, dass er umgebracht wurde.
Quinns Versuche, für Celia Geld zu erpressen, schlagen fehl, da niemand ihrer Freunde bzw. Familienmitglieder für sie zahlen will. Auch ihr Plan, die Organe ihrer Mutter zu verkaufen, geht nicht auf, da Celia eine Chemotherapie hatte. Das führte zu einem Streit zwischen Quinn und ihrem Freund Rudolfo, der die Beziehung beendet.
Celia versucht für Rudolfo „zu arbeiten“ und bei ihm zu leben, jedoch betäubt Rudolfo sie und schickt sie in einem Bus nach Texas. Ohne andere Perspektiven übernachtet sie ohne das Einverständnis von Nancy in deren Garage und findet dort den Leichnam des toten Leibwächters.
Der neue Bodyguard fängt den DEA-Agenten Captain Roy Till beim Observieren von Nancys Haus ab, die daraufhin Esteban anruft, um Till töten zu lassen. Andy versucht Nancy zu überreden, mit 180.000 $, die er aus Judahs Bankfach hat, zu fliehen. Sie entschließt sich aber, mit den Kindern zu Esteban zu ziehen.
Sechs Monate später macht Esteban Nancy einen Antrag, den sie annimmt, doch Pilar, eine angesehene Frau in der mexikanischen Politik, verlangt von Esteban, die Verbindung zu Nancy zu beenden. Cesar, ein enger Mitarbeiter von Esteban, richtet währenddessen einen Geburtsraum im Haus ein, damit in der Öffentlichkeit nichts von einem Baby auftauchen kann. Nancy flieht mit Andys Hilfe, sucht ihre Gynäkologin auf und bringt das Baby in einem Krankenhaus zur Welt. Um seine politische Karriere nicht zu gefährden, weigert sich Esteban, die Geburtsurkunde zu unterschreiben. Nancy zieht zurück zu Andy, der sich als Vater in die Urkunde eintragen lässt und hofft, dass sie von Esteban loskommt. Andy organisiert eine Beschneidung für den Kleinen, gegen den Willen Estebans.

### Staffel 6
Nachdem Shane Pilar getötet hat, fliehen die Botwins nach Seattle und nehmen falsche Identitäten als Familie Newman an. Dort arbeiten Andy, Silas und Nancy eine kurze Zeit lang in einem Hotel. Shane kümmert sich in der Zwischenzeit um Stevie. Nancy versucht, Hasch herzustellen und zu verkaufen, aber das FBI und Estebans Männer sind ihr auf den Fersen. Irgendwann finden Estebans Männer die Familie in einem Motel und darüber hinaus haben sie auch noch Doug dabei.
Nancy schafft es, Cesar zu überwältigen und flieht ein weiteres Mal, jedoch reisen sie jetzt mit einem Wohnmobil durch die USA.
Nancy fährt mit ihrer Familie zu ihrem alten Mathematiklehrer. Shane und Silas lassen sich einiges über ihre Mutter erzählen, auch dass Nancy einen Freund hatte, der so ähnlich aussah wie Silas jetzt aussieht. Silas beschließt, ihn zu besuchen und findet heraus, dass Nancys Schulfreund tatsächlich sein Vater ist. Nancy besucht das Grab ihrer Eltern, wo sie ein Mann anspricht, der behauptet, mit ihr auf dieselbe Schule gegangen zu sein. Später stellt sich heraus, dass er ein Journalist ist, der Nancys Geschichte dokumentiert. Gegen eine Bezahlung von etwa 5000 $ gibt Nancy einige wichtige Fakten preis. Andy organisiert falsche Pässe, um nach Europa zu fliehen. Nancys ehemaliger Mathematiklehrer Warren raubt eine Postbank aus und kauft mit dem Geld die Flugtickets für alle.
Am Flughafen wollen Esteban und Guillermo Nancy und Stevie zurück nach Mexiko mitnehmen. Nancy opfert sich auf, sorgt dafür, dass ihre Familie ins Flugzeug kommt und folgt Esteban und Guillermo zusammen mit Stevie aus dem Flughafen. Beim Zurückkehren zum Auto werden sie allerdings, wie von Nancy beabsichtigt, vom FBI festgenommen und Nancy gesteht, Pilar getötet zu haben.

### Staffel 7
Drei Jahre später wird Nancy aus dem Gefängnis in Connecticut entlassen und kommt in einem sogenannten Halfway House in New York unter, wo sie wieder in die Gesellschaft integriert werden soll. Als Andy, Silas und Shane von Nancys Entlassung erfahren, reisen sie, vor allem aufgrund Shanes Überzeugung, aus Kopenhagen zurück nach Amerika, um sie aufzusuchen.
Nancy versucht nun, Stevie wiederzubekommen, der während ihres Gefängnisaufenthaltes bei ihrer Schwester untergebracht wurde. Diese möchte den Kleinen allerdings mit allen Mitteln adoptieren. Nancy versucht mit Anwälten das Sorgerecht ihres Sohnes zurückzuerkämpfen, doch Jill erpresst Nancy mit dem Preisgeben ihres Drogengeschäftes.
Silas, der in Kopenhagen einigen Erfolg als Model gehabt hat, disponiert in Amerika wieder auf Marihuana um und will diesmal sein eigener Chef sein und nicht Nancys Handlanger, was zu einem Streit führt.
Shane soll auf Drängen seiner Mutter auf das College gehen, bekommt allerdings ein Praktikum bei einem Polizeichef angeboten und verschafft sich dort Informationen über Nancys Konkurrenten, was nicht unentdeckt bleibt. Gegen Ende der Staffel entscheidet er sich, das Studium zu beenden, und meldet sich bei der Polizeiakademie an.
Zwei Monate später sitzt die Familie Botwin mit der Familie von Nancys Schwester am Esstisch bei einer Grillparty, als ein Schütze mit einem Gewehr auf Nancys Kopf zielt. Als ein Schuss ertönt, blendet das Bild in den Abspann über.

### Staffel 8
Nancy erwacht im Krankenhaus und beginnt eine Reha, in der sie wieder laufen lernen muss.
Sie ändert ihre Ansichten und will von Notleidenden kein Geld mehr nehmen. Shane macht sich auf die Suche nach dem Schützen. Der Schütze stellt sich als der Sohn von Peter Scottson, des toten DEA-Agenten und Ex-Ehemann Nancys, heraus. Shane, der mittlerweile selbst bei der Polizei ist, verhaftet diesen daraufhin zu Nancys Überraschung.
Andy heiratet eine Kellnerin, wird jedoch rasch unglücklich. Er gesteht Nancy seine Liebe, als beide während eines Besuchs im früheren Agrestic bei einem nächtlichen Spaziergang die Stelle besuchen, an der Nancys erster Mann gestorben ist. Es kommt zu einem Quickie auf dem Rasen eines Vorgartens, anschließend ergreift Andy die Flucht.
Im weiteren Verlauf der Staffel gründen Silas und Nancy mit der Hilfe eines Tabakunternehmens ihre eigene Firma, mit der sie Land in Kalifornien kaufen und mit Hilfe von Conrad und Guillermo Gras anbauen, um vorbereitet zu sein, falls es eines Tages legalisiert werden sollte. Doug gründet aus steuerlichen Gründen mit einer Gruppe von Obdachlosen eine Sekte, als deren Guru er fortan fungiert.
Die Serie endet nach einem Zeitsprung um sieben Jahre bei Stevies Bar Mitzwa. Shane ist Polizist, jedoch Alkoholiker, Jill lebt in Indien. Andy hatte seit der nächtlichen Episode keinen Kontakt mehr zu Nancy und sieht sie erst bei der Feier wieder. Nancy ist wie Conrad, Silas, Guillermo und Doug durch die mittlerweile legale Graskette zur Millionärin geworden. Gemeinsam beschließen sie, ein Kaufangebot von Starbucks für ihre Firma anzunehmen. Guillermo klärt vor der Bar-Mitzwa-Feier Stevie über dessen Vater und dessen kriminelle Aktivitäten auf, woraufhin Stevie mit seiner Ansprache in der Synagoge einen Eklat provoziert.
In der Schlussszene rauchen Andy und Nancy zusammen mit Silas, Shane und Doug einen Joint nach Stevies Party, auf der viele alte Gesichter zu sehen waren.

## Titellied
Das Titellied der ersten Staffel ist Little Boxes von Malvina Reynolds von 1962. Ab der zweiten Staffel wird das Lied in jeder Episode von einem anderen Musiker interpretiert.
Ab der vierten Staffel wird das Titellied durch eine Einstellung ersetzt, die den Serientitel enthält und ein in der jeweiligen Episode vorkommendes Bildmotiv widerspiegelt. Bei der ersten Episode wird der Vorspann von Malvina Reynolds besungen.
In der achten Staffel wird das Lied wieder in jeder Episode von einem anderen Musiker interpretiert. In der ersten und der letzten Episode wird der Vorspann von Malvina Reynolds besungen.

## Besetzung

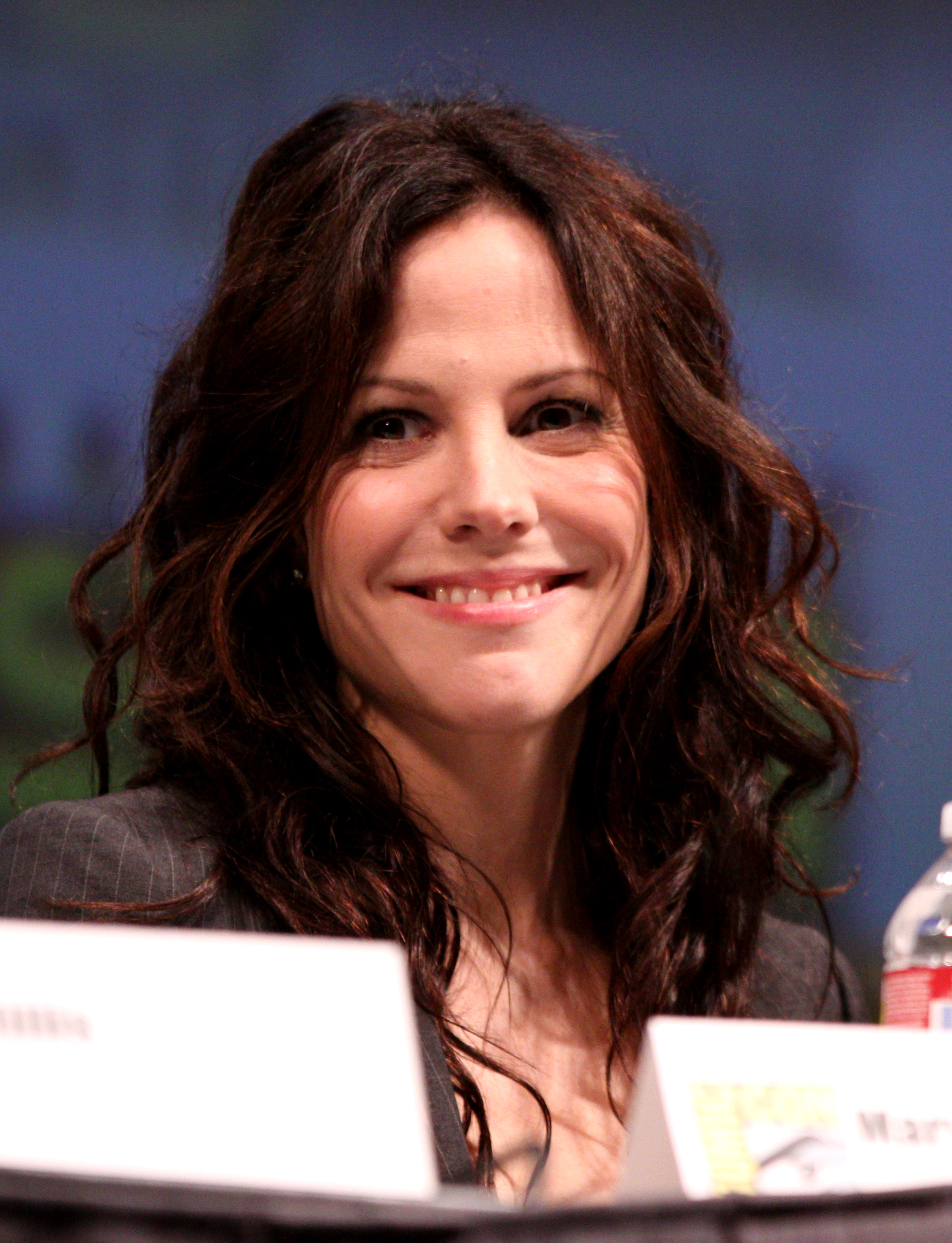
Mary-Louise Parker ist Nancy Botwin

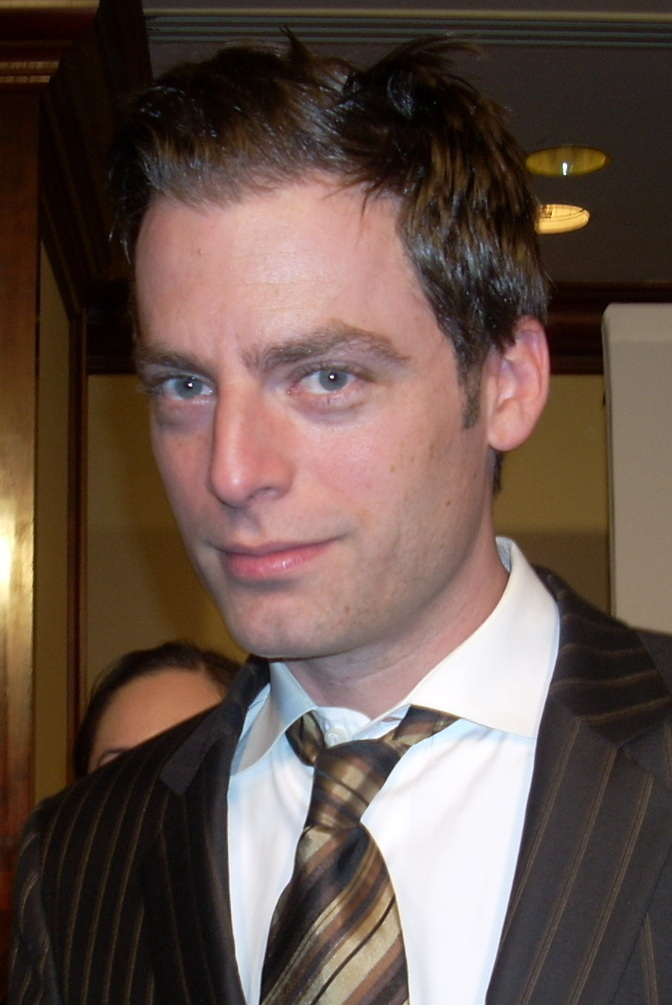
Justin Kirk ist Andy Botwin

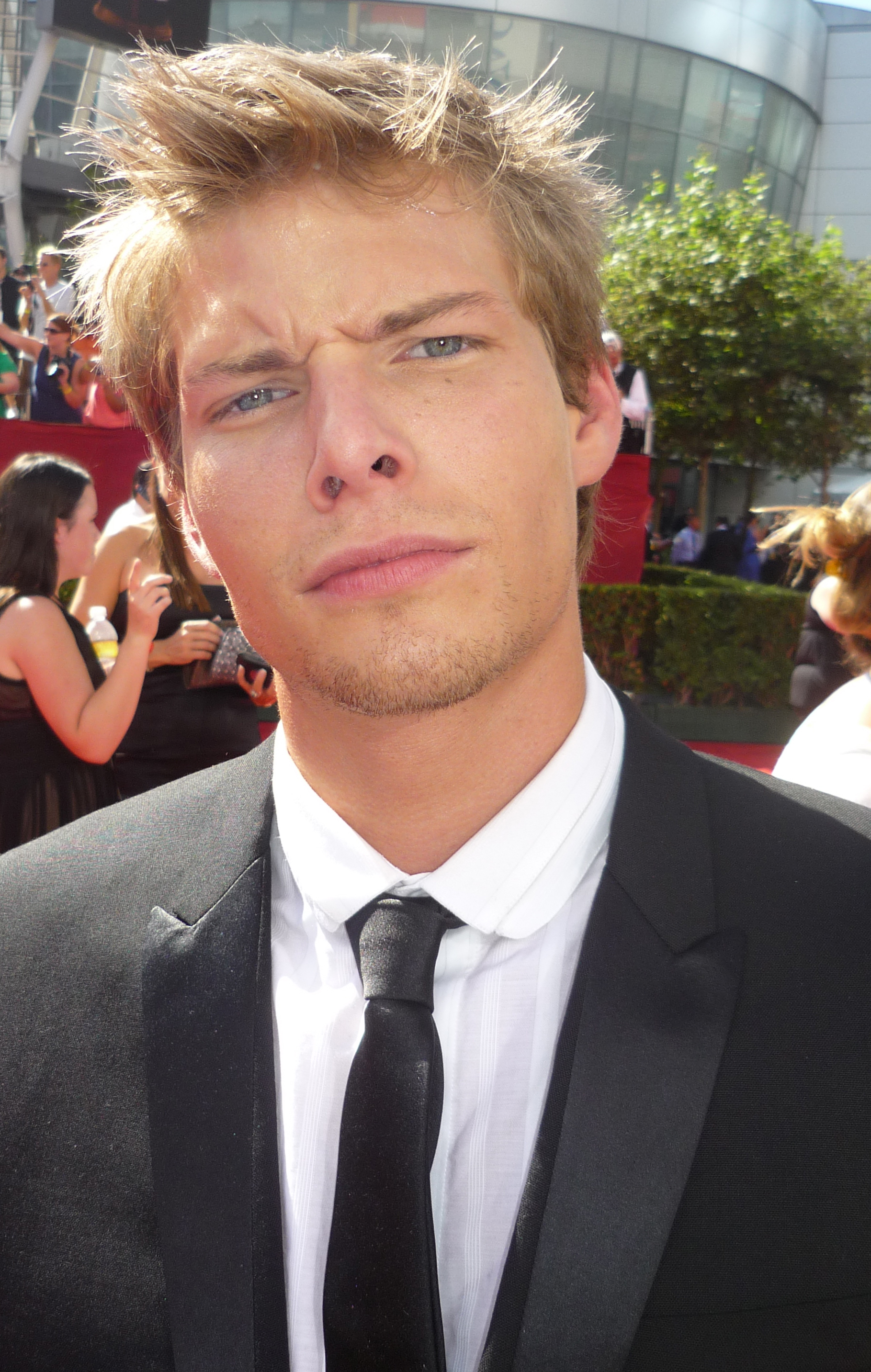
Hunter Parrish ist Silas Botwin

### Hauptdarsteller
| Rollenname           | Schauspieler         | Hauptrolle (Staffel) | Nebenrolle/ Gastrolle (Staffel) | Synchronsprecher                             |
| -------------------- | -------------------- | -------------------- | ------------------------------- | -------------------------------------------- |
| Nancy Botwin         | Mary-Louise Parker   | 1.01–8.13            |                                 | Melanie Pukaß                                |
| Silas Andrew Botwin  | Hunter Parrish       | 1.01–8.13            |                                 | Nicolás Artajo                               |
| Shane Gregory Botwin | Alexander Gould      | 1.01–8.13            |                                 | Aljosha Fritzsche Linus Drews (ab Staffel 4) |
| Doug Wilson          | Kevin Nealon         | 1.01–8.13            |                                 | Erich Räuker                                 |
| Celia Hodes          | Elizabeth Perkins    | 1.01–5.13            |                                 | Arianne Borbach                              |
| Heylia James         | Tonye Patano         | 1.01–3.15            | 7.05–7.13                       | Martina Treger                               |
| Conrad Shepard       | Romany Malco         | 1.01–3.15            | 8.11                            | Tommy Morgenstern                            |
| Andrew „Andy“ Botwin | Justin Kirk          | 1.04–8.13            |                                 | Björn Schalla                                |
| Dean Hodes           | Andy Milder          | 3.01–3.15            | 1.01–2.12, 4.01–7.13, 8.13      | Lutz Schnell                                 |
| Isabelle Hodes       | Allie Grant          | 4.01–5.13            | 1.01–3.15                       | Shalin Rogall Jill Schulz (ab Staffel 3)     |
| Jill Price-Grey      | Jennifer Jason Leigh | 7.01–8.13            | 5.02–6.09                       | Alexandra Ludwig                             |

### Nebendarsteller
| Rollenname                         | Schauspieler          | Nebenrolle (Staffel) | Gastrolle (Staffel)  | Synchronsprecher                                     |
| ---------------------------------- | --------------------- | -------------------- | -------------------- | ---------------------------------------------------- |
| Lupita                             | Renee Victor          | 1.01–3.15            | 4.07–6.01, 8.11      | Monica Bielenstein                                   |
| Vaneeta                            | Indigo                | 1.01–3.15            |                      | Anja Stadlober                                       |
| Maggie                             | Tressa DiFiglia       | 1.01–1.09            |                      | Antje von der Ahe                                    |
| Josh Wilson                        | Justin Chatwin        | 1.01                 | 8.12–8.13            | David Turba                                          |
| Quinn Hodes                        | Haley Hudson          | 1.01                 | 4.13–5.01            | Magdalena Turba                                      |
| Pam                                | Becky Thyre           | 1.02–4.10            |                      |                                                      |
| Megan                              | Shoshannah Stern      | 1.03–2.05            | 8.11–8.13            | Maria Koschny                                        |
| Mr. Albin                          | Remy Auberjonois      | 1.06–2.07            |                      |                                                      |
| Sanjay                             | Maulik Pancholy       | 1.07–5.13            | 8.12–8.13            | Marius Clarén                                        |
| Tim Scottson                       | Daryl Sabara          | 1.08–2.07, 8.01–8.04 | 3.08–3.10, 8.12      |                                                      |
| Peter Scottson                     | Martin Donovan        | 2.01–2.12            | 1.08, 1.10           | Bernd Vollbrecht                                     |
| Yael Hoffman                       | Meital Dohan          | 2.01–2.07            | 8.11                 | Katharina Spiering                                   |
| U-Turn                             | Page Kennedy          | 2.02–3.07            |                      | Michael Deffert                                      |
| Jada Henderson                     | Tracii Show           | 2.04–2.10            |                      |                                                      |
| Gretchen                           | Eden Sher             | 2.05–2.12            |                      |                                                      |
| Agent George „Fundis“ Fundislavsky | Shawn Michael Patrick | 2.09–3.08            |                      |                                                      |
| Roy Till                           | Jack Stehlin          | 2.10–5.04            |                      | Peter Reinhardt                                      |
| Kat                                | Zooey Deschanel       | 2.10–3.01            |                      | Luise Helm                                           |
| Marvin                             | Fatso-Fasano          | 2.11–4.07            | 8.13                 | Michael Iwannek                                      |
| Clinique                           | Julanne Chidi Hill    | 3.02–4.10            |                      | Tanja Geke                                           |
| Guillermo García Gómez             | Guillermo Díaz        | 3.03–3.15            | 4.01–6.13, 8.11–8.13 | Sebastian Christoph Jacob Nico Mamone (ab Staffel 4) |
| Sullivan Groff                     | Matthew Modine        | 3.04–3.15            |                      | Philipp Moog                                         |
| Valerie Scottson                   | Brooke Smith          | 3.08–3.11            |                      | Almut Zydra                                          |
| Esteban Reyes                      | Demián Bichir         | 4.05–6.13            |                      | Carlos Lobo                                          |
| Ignacio                            | Hemky Madera          | 4.06–6.06            |                      | Nicolas Buitrago                                     |
| Lisa                               | Julie Bowen           | 4.06–4.13            |                      | Christin Marquitan                                   |
| Audra Kitson                       | Alanis Morissette     | 5.05–6.03            |                      | Victoria Sturm                                       |
| Pilar Zuazo                        | Kate del Castillo     | 5.06–5.13            |                      | Sarah Méndez García                                  |
| Linda                              | Linda Hamilton        | 6.03–6.04            |                      | Joseline Gassen                                      |
| Kiku Logan                         | Kat Foster            | 7.02–8.05            |                      | Bianca Krahl                                         |
| Tara Lindman                       | Mary-Kate Olsen       |                      | 3.06–3.15            | Marie-Luise Schramm                                  |
| Warren Schiff                      | Richard Dreyfuss      |                      | 6.10–6.13            | Norbert Gescher                                      |
| Emma Karlin                        | Michelle Trachtenberg |                      | 7.08–7.12            | Ilona Brokowski                                      |

Neben der Stammbesetzung traten immer wieder Gaststars in Erscheinung. So haben zum Beispiel Snoop Dogg, Carrie Fisher, Lee Majors, Albert Brooks, Peter Stormare und Jane Lynch mitgewirkt.

## Ausstrahlung

### Vereinigte Staaten
In den USA wurde die erste Staffel vom 8. August bis zum 10. Oktober 2005 ausgestrahlt. Weeds erwies sich dabei als das erfolgreichste Programm des Senders Showtime im Jahr 2005. Die zweite Staffel startete am 14. August und endete am 30. Oktober 2006. Vom 13. August bis zum 19. November 2007 wurde die dritte Staffel ausgestrahlt. Die vierte Staffel startete vom 16. Juni 2008, wobei sie mit 1,3 Millionen Zuschauer einen neuen Quotenrekord bei Showtime aufstellte und endete am 15. September 2008. Die 5. Staffel wurde vom 8. Juni bis zum 31. August 2009 auf Showtime ausgestrahlt. Die sechste Staffel startete am 16. August 2010 auf demselben Sender.
Am 20. September verlängerte Showtime die Serie um eine siebte Staffel, die vom 27. Juni 2011 bis zum 26. September 2011 ausgestrahlt wurde. Nachdem Showtime im November 2011 die Produktion der achten und letzten Staffel bekannt gab, wurde diese schließlich vom 1. Juli 2012 bis zum 16. September 2012 ausgestrahlt.

### Deutschland
In Deutschland strahlte ProSieben die erste Staffel zwischen dem 4. April und dem 6. Juni 2007 aus. Die zweite Staffel wurde vom 13. Juni bis zum 22. August 2007 ausgestrahlt. Danach setzte ProSieben die Serie wegen zu schlechter Einschaltquoten ab. Inzwischen hat sich ZDFneo die Senderechte für Deutschland gesichert und begann am 11. Mai 2010 mit der Ausstrahlung. Zwischen dem 12. Oktober 2010 und dem 20. Januar 2011 strahlte ZDFneo die dritte Staffel als Free-TV-Premiere in Deutschland aus.
Seit dem 17. März 2014 ist auch die vierte Staffel in deutscher Fassung bei dem Video-on-Demand-Anbietern Amazon Instant Video verfügbar. Am 1. Mai 2014 folgte die fünfte Staffel, ebenfalls bei Amazon Instant Video. Eine Fernsehausstrahlung wurde ebenfalls fürs Pay-TV angekündigt. Seit dem 1. Juli 2014 ist die 6. Staffel und seit dem 1. September 2014 die 7. Staffel auf Amazon Instant Video verfügbar. Die finale 8. Staffel ist seit dem 1. Oktober 2014 auf Amazon Instant Video abrufbar.

### Österreich
Der ORF 1 hat sich die Rechte gesichert und begann mit der Ausstrahlung der ersten Staffel am 16. April und beendete sie am 25. Juni 2007. Die Ausstrahlung der zweiten Staffel war vom 2. Juli bis zum 17. September 2007 auf dem ORF 1 zu sehen. Ab dem 1. Juli 2010 zeigte ORF 1 die dritte Staffel als deutschsprachige Erstausstrahlung in der Donnerstag Nacht.

## DVD- und Blu-ray-Veröffentlichung
Deutschland
- Staffel 1 erschien am 22. Mai 2007 auf DVD und am 9. Oktober 2008 auf Blu-ray.
- Staffel 2 erschien am 9. August 2007 auf DVD.
- Staffel 3 erschien am 9. Dezember 2010 auf DVD.
- Staffel 4 erschien am 9. April 2015 auf DVD.
- Staffel 5 erschien am 7. Mai 2015 auf DVD.
- Staffel 6 erschien am 11. Juni 2015 auf DVD.
- Staffel 7 erschien am 9. Juli 2015 auf DVD.
- Staffel 8 erschien am 20. August 2015 auf DVD.
- Die Komplettbox erschien am 16. September 2016 auf DVD.

Großbritannien
- Staffel 1 erschien am 3. September 2007 auf DVD.
- Staffel 2 erschien am 7. Januar 2008 auf DVD.
- Staffel 3 erschien am 26. Mai 2008 auf DVD.
- Staffel 4 erschien am 30. Mai 2011 auf DVD.
- Staffel 5 erschien am 29. August 2011 auf DVD.
- Staffel 6 erschien am 9. April 2012 auf DVD
- Die Komplettbox erschien auf DVD.

Vereinigte Staaten
- Staffel 1 erschien am 11. Juli 2006 auf DVD und am 29. Mai 2007 auf Blu-ray.
- Staffel 2 erschien am 24. Juli 2007 auf DVD und Blu-ray.
- Staffel 3 erschien am 3. Juni 2008 auf DVD und Blu-ray.
- Staffel 4 erschien am 2. Juni 2009 auf DVD und Blu-ray.
- Staffel 5 erschien am 19. Januar 2010 auf DVD und Blu-ray.
- Staffel 6 erschien am 22. Februar 2011 auf DVD und Blu-ray.
- Staffel 7 erschien am 21. Februar 2012 auf DVD und Blu-ray.
- Staffel 8 erschien am 12. Februar 2013 auf DVD und Blu-ray.
- Die Komplettbox erschien auf DVD und Blu-ray.

## Auszeichnungen
Mary-Louise Parker bekam 2006 für ihre Rolle einen Golden Globe Award in der Kategorie Beste Darstellerin in einer Fernsehserie – Komödie/Musical sowie 2005 einen Satellite Award als beste Darstellerin in einer Comedyserie.